# Душоново
Душоново — село в Щёлковском районе Московской области России, входит в состав сельского поселения Огудневское.

## Население
| 1678 | 1852 | 1859 | 1869 | 1886 | 1899 | 1926 |
| ---- | ---- | ---- | ---- | ---- | ---- | ---- |
| 123  | ↗340 | ↗418 | ↘403 | ↗450 | ↘187 | ↗625 |
| 2002 | 2006 | 2010 |      |      |      |      |
| ↘187 | ↗210 | ↗223 |      |      |      |      |

## География
Село Душоново расположено на северо-востоке Московской области, в северо-восточной части Щёлковского района, примерно в 39 км к северо-востоку от Московской кольцевой автодороги и 25 км к северо-востоку от центра города Щёлково, в верховье реки Пружёнки бассейна Клязьмы.
В 1 км севернее села проходит Фряновское шоссе Р110, в 9 км к югу — Щёлковское шоссе А103, в 6 км к юго-западу — Московское малое кольцо А107, в 20 км к северо-востоку — Московское большое кольцо А108. Ближайшие населённые пункты — деревни Малые Петрищи и Огуднево.
В селе 17 улиц — Благовещенская, Вешняя, Гвардейская, Лесная, Луговая, Малая Сосновая, Никольская, Новая, Ратная, Рождественская, Рябиновая, Садовая, Сиреневая, Солнечная, Сосновая, Тополиная и Центральная; 1 микрорайон; приписано 3 садоводческих товарищества (СНТ).
Связано автобусным сообщением с городами Щёлково, Фрязино и рабочим посёлком Фряново.

## История
Село Душеное Московского уезда, Шеренского и Отъезжего станов, с деревянной церковью Николы чудотворца упоминается в 1585 году как вотчина Чудова монастыря. В 1654 году была построена новая Николаевская церковь.
В 1646 году в селе числилось 17 крестьянских дворов и двор нищего; в 1678 году — 19 крестьянских дворов с 87 жителями и 10 бобыльских дворов с 36 жителями; в 1704 году — 47 дворов крестьянских, 1 монастырский и двор приказчика.
В середине XIX века относилось ко 2-му стану Богородского уезда Московской губернии. В селе была церковь, 51 двор, крестьян 156 душ мужского пола и 184 души женского.
В «Списке населённых мест» 1862 года — казённое село 2-го стана Богородского уезда Московской губернии на Троицком тракте (из Богородска в Сергиевскую Лавру), в 25 верстах от уездного города и 20 верстах от становой квартиры, при реке Пружёнке, с 53 дворами, православной церковью и 418 жителями (203 мужчины, 215 женщин).
По данным на 1869 год — село Ивановской волости 3-го стана Богородского уезда с 74 дворами, 76 деревянными домами и 403 жителями (178 мужчин, 225 женщин), из которых 38 грамотных. При селе была каменная церковь Святого Николая с приделом Святого Тихона, школа, питейный дом, шёлково-ткацкая фабрика, а также шёлково-ткацкое, два бумаго-ткацких и мишурное заведения. Ярмарка в селе проводилась 26 июня. Имелось 62 лошади, 88 единиц рогатого и 10 единиц мелкого скота.
В 1886 году в селе 61 двор, 2 православные церкви, школа и 450 жителей.
В 1899 году — земская школа и врачебный пункт.
В 1913 году — 95 дворов, земское училище и трактир.
По материалам Всесоюзной переписи населения 1926 года — центр Душеновского сельсовета Ивановской волости Богородского уезда в 2 км от Фряновского шоссе и 28 км от станции Богородск Нижегородской железной дороги, проживало 625 жителей (312 мужчин, 313 женщин), насчитывалось 192 хозяйства (180 крестьянских), имелись школа 1-й ступени и лавка.
С 1929 года — населённый пункт Московской области в составе:
- Огудневского сельсовета Щёлковского района (1929—1934, 1954—1959, 1965—1994)[23][24][25],
- Душоновского сельсовета Щёлковского района (1934—1954)[24],
- Огудневского сельсовета (до 31.07.1959) и Воря-Богородского сельсовета Балашихинского района (1959—1960)[26][27],
- Воря-Богородского сельсовета Щёлковского района (1960—1963)[28],
- Воря-Богородского сельсовета (до 31.08.1963) и Огудневского сельсовета Мытищинского укрупнённого сельского района (1963—1965)[28],
- Огудневского сельского округа Щёлковского района (1994—2006)[29],
- сельского поселения Огудневское Щёлковского муниципального района (2006 — н. в.)[30][31].

## Русская православная церковь

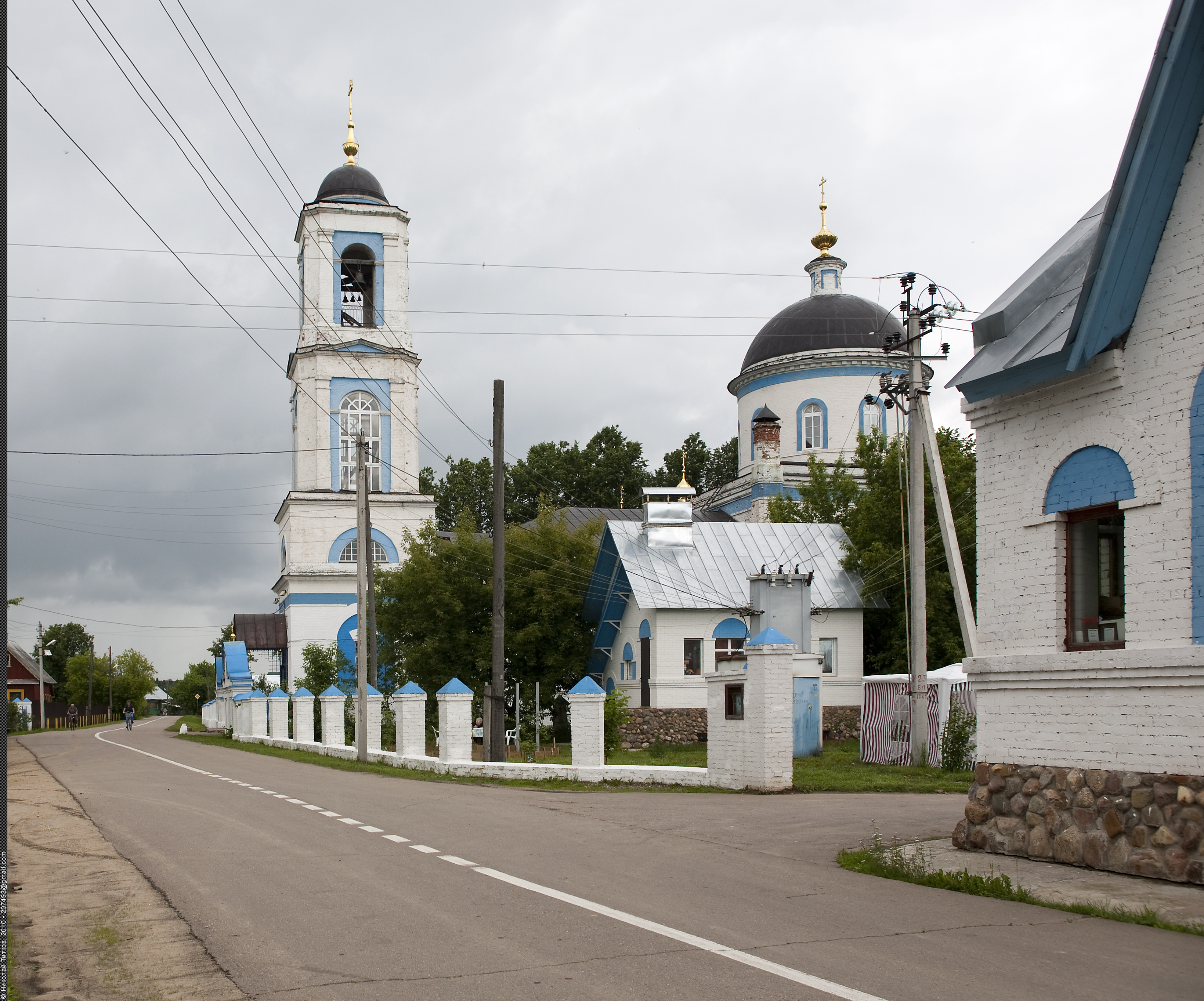
Главный престол Тихвинский, в трапезной Никольский и Тихона Амафунтского приделы. В настоящее время при храме организована гимназия и вечерняя школа.

В селе находится кирпичная церковь Иконы Божией Матери Тихвинская (1839—1852), построенная в стиле классицизма, с главным Тихвинским престолом, Никольским и Тихона Амафунтского приделами в трапезной. Является объектом культурного наследия России, как памятник архитектуры.
До 80-х годов XX века в селе располагалась деревянная Всехсвятская церковь (первоначально — Никольская), перестроенная в 1816—1820 гг. Представляла собой восьмерик на четверике с трапезной. Ориентировочно в 1983 году сгорела.